# 北町 (新宿区)
北町（きたまち）は、東京都新宿区の町名。「丁目」の設定のない単独町名である。住居表示未実施。旧名である牛込北町（うしごめきたまち）とも呼ばれる。郵便番号は162-0834（集配局 : 牛込郵便局）。

## 地理
新宿区の北東部に位置する。北東部は岩戸町・袋町に、南東部は中町に接する。南西部は、牛込中央通りに接し、これを境に細工町に接し、北西部は箪笥町に接する。町域内は主に住宅地として利用され、マンションなども見られる。旧名である牛込北町としても知られている。牛込北町の名称はバス停留所名や交差点名として残っている。

## 歴史
江戸時代は御徒組の武家屋敷が置かれ牛込北御徒町と呼ばれていたが、1872年（明治5年）に牛込北町と改名された。1947年（昭和22年）新宿区成立の際、北町に改名された。

## 世帯数と人口
2025年（令和7年）3月1日現在（新宿区発表）の世帯数と人口は以下の通りである。
- 世帯数 : 575世帯
- 人口 : 1,058人

### 人口の変遷
国勢調査による人口の推移。
| 年                 | 人口  |
| ------------------ | ----- |
| 1995年（平成7年）  | 491   |
| 2000年（平成12年） | 631   |
| 2005年（平成17年） | 885   |
| 2010年（平成22年） | 919   |
| 2015年（平成27年） | 933   |
| 2020年（令和2年）  | 1,095 |

### 世帯数の変遷
国勢調査による世帯数の推移。
| 年                 | 世帯数 |
| ------------------ | ------ |
| 1995年（平成7年）  | 268    |
| 2000年（平成12年） | 327    |
| 2005年（平成17年） | 463    |
| 2010年（平成22年） | 490    |
| 2015年（平成27年） | 521    |
| 2020年（令和2年）  | 588    |

## 学区
区立小・中学校に通う場合、学区は以下の通りとなる（2018年8月時点）。
- 区域 : 全域
  - 小学校 : 新宿区立愛日小学校
  - 中学校 : 新宿区立牛込第三中学校（在・市谷加賀町）

## 産業

### 事業所
2021年（令和3年）現在の経済センサス調査による事業所数と従業員数は以下の通りである。
- 事業所数 : 26事業所
- 従業員数 : 177人

### 事業者数の変遷
経済センサスによる事業所数の推移。
| 年                 | 事業者数 |
| ------------------ | -------- |
| 2016年（平成28年） | 45       |
| 2021年（令和3年）  | 26       |

### 従業員数の変遷
経済センサスによる従業員数の推移。
| 年                 | 従業員数 |
| ------------------ | -------- |
| 2016年（平成28年） | 188      |
| 2021年（令和3年）  | 177      |

## 交通
鉄道については、北に隣接する箪笥町内に都営大江戸線牛込神楽坂駅があり利用が可能。
地内の「牛込北町」交差点で牛込中央通りと大久保通りが交差し、大久保通り沿いには都営バスの「牛込北町」停留所が設置され飯62（小滝橋車庫行き／都営飯田橋駅行き）・橋63（小滝橋車庫行き／新橋駅行き）の各系統が運行されている。

## 施設
- 新宿区立愛日小学校
- 新宿区立あいじつ子ども園 - 旧・新宿区立あいじつ幼稚園。